# (6283) 1980 VX1
(6283) 1980 VX1 es un asteroide perteneciente al cinturón de asteroides, región del sistema solar que se encuentra entre las órbitas de Marte y Júpiter, más concretamente a la familia de Dora, descubierto el 6 de noviembre de 1980 por el equipo del Observatorio de la Montaña Púrpura desde el Observatorio de la Montaña Púrpura, Nankín (China).

## Designación y nombre
Designado provisionalmente como 1980 VX1. 

## Características orbitales
1980 VX1 está situado a una distancia media del Sol de 2,788 ua, pudiendo alejarse hasta 3,364 ua y acercarse hasta 2,211 ua. Su excentricidad es 0,206 y la inclinación orbital 7,297 grados. Emplea 1700,40 días en completar una órbita alrededor del Sol.

## Características físicas
La magnitud absoluta de 1980 VX1 es 13,7. Tiene 10,995 km de diámetro y su albedo se estima en 0,056. Está asignado al tipo espectral Ch según la clasificación SMASSII.